# Apremont (Savoie)
Apremont (früher italienisch Aspramonte) ist eine französische Gemeinde mit 968 Einwohnern (Stand 1. Januar 2022) im Département Savoie in der Region Auvergne-Rhône-Alpes. Sie gehört zum Kanton Montmélian im Arrondissement Chambéry und ist Mitglied im Gemeindeverband Cœur de Savoie.

## Geographie

### Lage
Apremont liegt auf 339 m, etwa acht Kilometer südlich der Präfektur Chambéry und 39 Kilometer nordnordöstlich der Stadt Grenoble (Luftlinie). Die Gemeinde ist eine Streusiedlung in den nordöstlichen Ausläufern des voralpinen Kalkmassivs der Chartreuse. Sie liegt innerhalb des Regionalen Naturparks Chartreuse (frz.: Parc naturel régional de la Chartreuse). Nachbargemeinden von Apremont sind Saint-Baldoph im Norden, Myans und Les Marches im Osten, Entremont-le-Vieux im Südwesten sowie Montagnole im Nordwesten.

### Topographie
Die Fläche des 17,76 km² großen Gemeindegebiets umfasst ein stark reliefiertes Gebiet am Nordhang des Mont Granier, eines 1933 m hohen Gipfels in der Nordostecke des Chartreuse-Massivs. Im Westen folgt die Gemeindegrenze einer Gipfelkette, die sich vom Mont Granier über die Passhöhe Col du Granier (1134 m), die Pointe de la Bornée (1507 m) und den Mont Joigny (1556 m, höchster Punkt der Gemeinde) bis zur Pointe de la Gorgeat (1486 m) hinzieht. Von diesen Erhebungen aus fällt das Gemeindegebiet ostwärts zunächst steil, dann sanfter ab bis zur Talfurche von Chambéry. Bis hinunter zu etwa 600 m ist dieser Hang fast durchgehend bewaldet. Der Untergrund besteht teilweise aus einem Schuttkegel, den ein Bergsturz an der Flanke des Mont Granier hinterließ, und ist dementsprechend wasserdurchlässig. Mehrere kleine Bäche führen das Oberflächenwasser ab und bilden die Quelle der Albanne, eines Zuflusses der Leysse.

### Gemeindegliederung
Die Gemeinde Apremont besteht aus mehreren Ortsteilen und Weilersiedlungen, darunter:
- Le Gaz (325 m) der größte Ortsteil direkt oberhalb von Myans, Sitz der Gemeindeverwaltung,
- Saint Pierre (360 m) nördlich von Le Gaz und Standort von Kirche und Friedhof,
- Pierre Grosse (338 m) südlich von Le Gaz,
- Le Sévert (um 600 m) im bewaldeten Steilhang oberhalb von Le Gaz.

## Geschichte

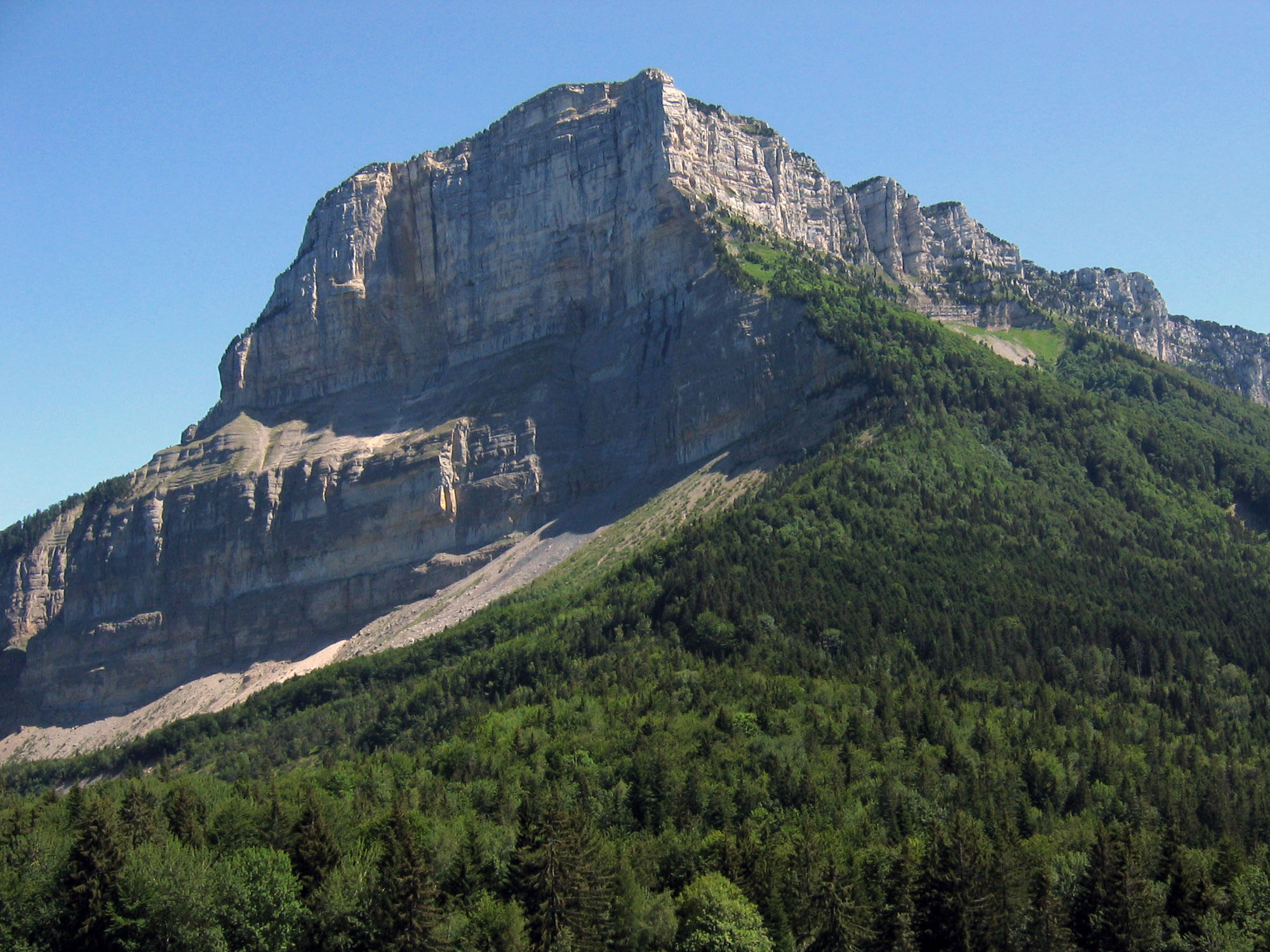
Die abgerutschte Nordseite des Mont Granier heute

Der Name Apremont tritt erstmals im Hochmittelalter um 1100 als Capella de Aspero Monte urkundlich in Erscheinung, gefolgt 1191 von Ecclesia Sancti Petri de Asperomonte. Zu der Zeit bezog sich das lateinische asper mons (dt.: rauer Berg) auf den benachbarten Berggipfel, während Granier der Name eines Benediktinerpriorats aus dem 12. Jahrhundert war, das sich zwischen Apremont und dem Marktflecken Saint-André auf dem Gebiet der heutigen Gemeinde Les Marches befand (Monasterium quod Granarium dicitur, 1097).
Gegen Ende des Jahres 1248 sackte plötzlich die Nordseite des Mont Granier ab und erzeugte eine Gerölllawine, die bis zu 7,5 km weit talwärts reichte und mit einer maximalen Breite von 6,5 km die Ortschaften Granier und Saint-André traf und vernichtete. In der Folge übertrug sich der Name Granier auf den Berggipfel, während das für die Pfarrei Apremont zuständige Priorat nach Saint-Baldoph umzog. Gegen Ende des 13. Jahrhunderts etablierte sich in Apremont eine kleine Herrschaft, die unter der Oberhoheit der Grafen von Savoyen stand und bis zur Französischen Revolution mehrfach den Besitzer wechselte.

## Bevölkerung
| Jahr                       | 1962 | 1968 | 1975 | 1982 | 1990 | 1999 | 2006 | 2011 |
| Einwohner                  | 558  | 558  | 696  | 777  | 781  | 890  | 947  | 969  |
| Quellen: Cassini und INSEE |      |      |      |      |      |      |      |      |

Mit 968 Einwohnern (Stand 1. Januar 2022) gehört Apremont zu den kleinen Gemeinden des Département Savoie. Nachdem die Einwohnerzahl in der ersten Hälfte des 20. Jahrhunderts rückläufig war (1901 wurden noch 732 Einwohner gezählt), wurde seit Mitte der 1970er Jahre wieder eine Bevölkerungszunahme verzeichnet. Die Ortsbewohner von Apremont heißen auf Französisch Apremolain(e)s.

## Wirtschaft und Infrastruktur

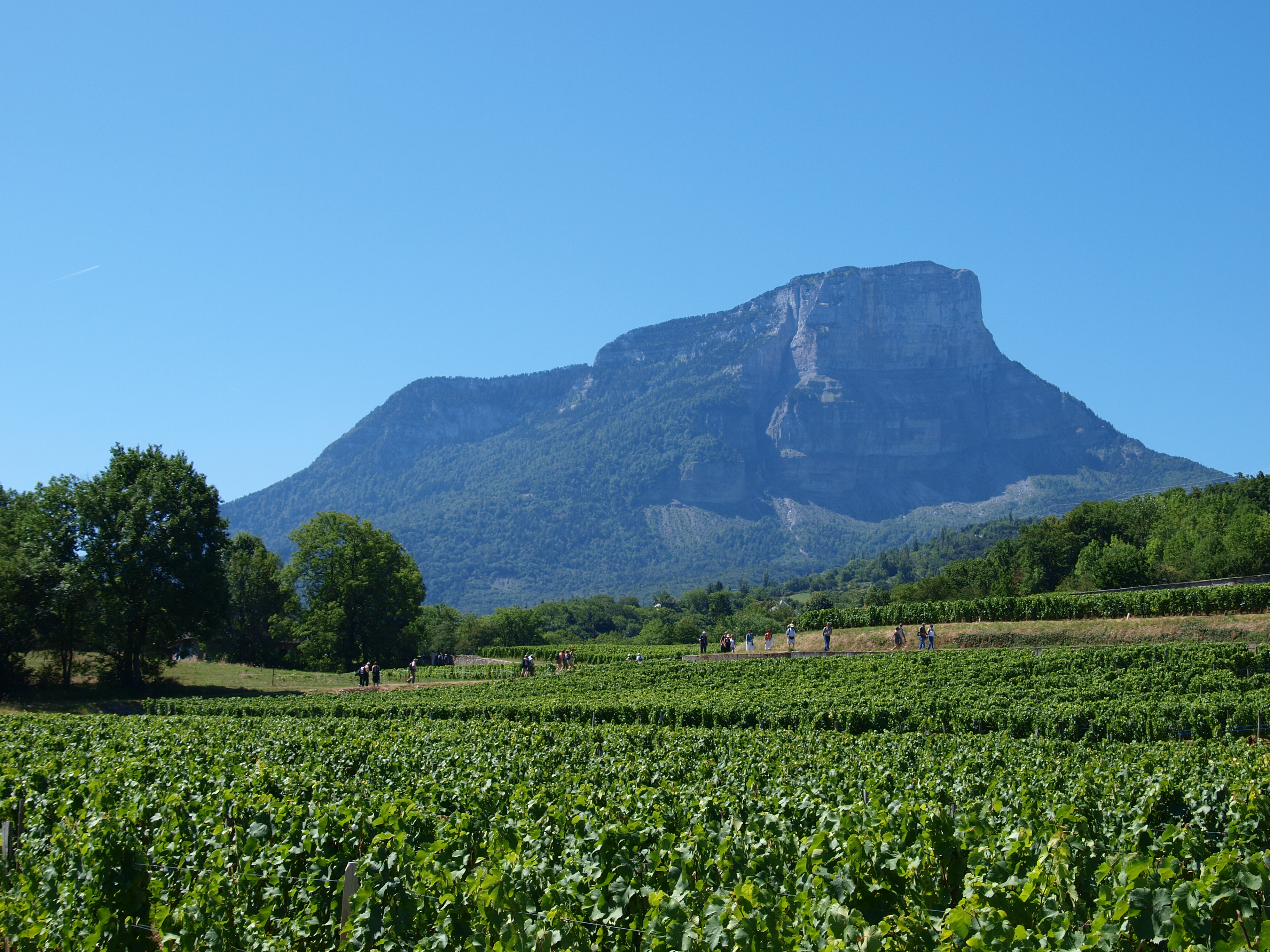
Die Weinberge in Apremont vor dem Profil des Mont Granier

Apremont war bis weit ins 20. Jahrhundert hinein ein vorwiegend durch die Landwirtschaft geprägtes Dorf. Von Bedeutung ist heute insbesondere der Weinbau, der sich auf die Lagen konzentriert, deren Untergrund aus dem Bergrutsch entstanden ist. Als Teil der Weinbauregion Savoie gilt allgemein für Weiß-, Rosé- und Rotweine verschiedener Rebsorten die AOC Vin de Savoie. Für Weißweine mit Jacquère als Hauptrebsorte gelten außerdem die strengeren Herkunftsbezeichnungen Vin de Savoie Apremont und Vin de Savoie Les Abymes, vorausgesetzt der Wein wurde von der Traubenernte bis zur Abfüllung im Ort hergestellt.
Daneben gibt es heute einige Betriebe des lokalen Kleingewerbes. Mittlerweile hat sich das Dorf auch zu einer Wohngemeinde entwickelt. Die meisten Erwerbstätigen sind Wegpendler, die in den größeren Ortschaften der Umgebung, vor allem im Raum Chambéry, ihrer Arbeit nachgehen.
Die Ortschaft liegt etwas abseits der größeren Durchgangsstraßen an einer Departementsstraße, die Le Gaz mit Myans und Saint-Baldoph verbindet. In den Höhenlagen verläuft die D912 von Saint-Pierre-d’Entremont über den Col du Granier nach Chambéry. Der nächste Autobahnanschluss an die A43 befindet sich in rund 4 km Entfernung.
Der nächstgelegene Bahnhof an der Bahnstrecke Culoz–Modane liegt im Zentrum von Chambéry. Zum Großraum Chambéry gehört außerdem der Passagierflughafen Chambéry-Savoie, er ist 20 km von Apremont entfernt.

### Bildung
In Apremont befindet sich eine Grundschule (école primaire).